# Elasmus cyanomontanus
Elasmus cyanomontanus är en stekelart som beskrevs av Mani och Saraswat 1972. Elasmus cyanomontanus ingår i släktet Elasmus och familjen finglanssteklar. Inga underarter finns listade i Catalogue of Life.